# Yukarıırmaklar, Ardanuç
Yukarıırmaklar là một xã thuộc huyện Ardanuç, tỉnh Artvin, Thổ Nhĩ Kỳ. Dân số thời điểm năm 2010 là 64 người.